# Loheria longicorona
Loheria longicorona är en viveväxtart som beskrevs av Benjamin Clemens Masterman Stone. Loheria longicorona ingår i släktet Loheria och familjen viveväxter. Inga underarter finns listade i Catalogue of Life.